# Elaphoglossum cartilagineum
Elaphoglossum cartilagineum är en träjonväxtart som först beskrevs av Georg Heinrich Mettenius och Oskar Kuhn, och fick sitt nu gällande namn av Carl Frederik Albert Christensen. Elaphoglossum cartilagineum ingår i släktet Elaphoglossum och familjen Dryopteridaceae. Inga underarter finns listade.